# Jonathan Crow
Jonathan Douglas Crow (* 19. Oktober 1977 in Prince George/British Columbia) ist ein kanadischer Geiger und Musikpädagoge.

## Leben
Crow begann seine Violinausbildung im Alter von sechs Jahren nach der Suzuki-Methode und setzte sie in der Musikschule seiner Heimatstadt fort. Ab 1992 studierte er bei Sydney Humphreys am Victoria Conservatory of Music und besuchte Meisterklassen am Banff Centre of the Arts. Später war er Schüler von Yehonatan Berick an der McGill University.
1996 gewann er den Wettbewerb des Orchestre symphonique de Montréal, dessen Mitglied er 1998 wurde, zunächst als stellvertretender Stimmführer der Zweiten Violinen, von 1999 bis 2006 an Zweiter Konzertmeister. Als gastierende Konzertmeister trat er in dieser Zeit mit dem  National Arts Centre Orchestra, dem Mahler Chamber Orchestra und dem brasilianischen Pernambuco Festival Orchestra auf, als Solist unter der Leitung von Dirigenten wie Mario Bernardi, Kent Nagano, Charles Dutoit und Yehudi Menuhin, mit dem er 1997 mit dem Victoria Symphony Orchestra Peter Tschaikowskis Violinkonzert aufführte.
Daneben trat er als Kammermusiker u. a. mit dem Guarneri-Quartett, dem Emerson-Quartett, dem Vermeer-Quartett und dem Tokyo Quartet bei zahlreichen Festivals auf, gehörte 2004 dem Triskelion String Trio mit David Harding und Bryan Epperson an, trat ab 2005 mit Douglas McNabney und Matt Haimowitz von der Schulich School of Music der McGill University auf und gründete 2009 mit Andrew Wan, Eric Nowlin und Brian Manker das New Orford String Quartet. 2011 wurde er Konzertmeister des Toronto Symphony Orchestra.
Seit 2000 gibt Crow Meisterklassen und privaten Unterricht u. a. beim Scotia Festival of Music, dem Orford Arts Centre, dem National Youth Orchestra of Canada, am Conservatoire de Musique de Saguenay und am Royal College in Calgary. Sein besonderes Interesse gilt der zeitgenössischen Musik. Er spielte Uraufführungen von Werken kanadischer Komponisten wie  Michael Conway Baker, Eldon Rathburn, Barrie Cabena, Rodney Sharman (Violinkonzert, 2011), Vivian Fung, Ana Sokolovic, Marjan Mozetich, Christos Hatzis, Ernest MacMillan und Healey Willan, und sein Repertoire umfasst Kompositionen u. a. von György Ligeti, Alfred Schnittke, Brian Cherney, Leonard Bernstein, Rodney Sharman und Cameron Wilson.